# Équipe de Croatie de curling
L'équipe de Croatie de curling est la sélection qui représente la Croatie dans les compétitions internationales de curling.
En 2017, l'équipe nationale est classé comme nation numéro 35 chez les hommes et 32 chez les femmes.

## Historique
Il existe sept clubs de curling (CK : Curling Klub) dont six à Zagreb (CK Croling, CK Čudnovati Čunjaš, CK Silent, CK Vis, CK Zagreb, CK Zapruđe) et un à Slavonski Brod (CK Legija)

## Palmarès et résultats

### Palmarès masculin
Titres, trophées et places d'honneur
- Championnats du monde Hommes 
  - aucune participation
- Championnats d'Europe Hommes -Division B depuis 2012 (4 participation(s))
  - Meilleur résultat : 4ème pour : Championnats d'Europe Hommes - Division B - Groupe A

### Palmarès féminin
Titres, trophées et places d'honneur
- Championnats du monde Femmes
  - aucune participation
- Championnats d'Europe Femmes
  - aucune participation

### Palmarès mixte
Titres, trophées et places d'honneur
- Championnat du Monde Doubles Mixte depuis 2017 (1 participation(s))
  - Meilleur résultat : 8ème pour : Championnat du Monde Doubles Mixte - Groupe A